# Mouriri steyermarkii
Mouriri steyermarkii  es una especie de planta en la familia Melastomataceae. Es un árbol o arbusto endémico de Guatemala que fue únicamente registrado en los departamentos de Petén e Izabal. Crece en selva tropical a un altitud debajo de 100 m s. n. m. y puede alcanzar una altura de 12 m.